# Five Minutes with Arctic Monkeys
«Five Minutes with Arctic Monkeys» — дебютний сингл британської інді-рок-групи Arctic Monkeys, що вийшов 30 травня 2005 на власному лейблі Bang Bang Recordings, який був створений суто для випуску цього синглу. У синглі представлені дві пісні: «Fake Tales of San Francisco», відома фанатам завдяки демоальбому Beneath the Boardwalk, і нова «From the Ritz to the Rubble».
Сингл вийшов обмеженим виданням в 500 копій CD і 1000 копій 7" вінілу, а також був доступний для покупки на iTunes Store. Обидві композиції пізніше були перезаписані і ввійшли до дебютного альбому групи Whatever People Say I Am, That's What I'm Not.
Поширена помилка, що «Five Minutes with Arctic Monkeys» — міні-альбом, а не сингл, проте це помилково, бо випускався він саме у вигляді синглу, а ось його промо-версії були позначені як EP.